# Miguel Darío Miranda y Gómez
Miguel Darío Miranda y Gómez (19 de dezembro de 1895 - 15 de março de 1986) foi um cardeal mexicano da Igreja Católica Romana. Ele serviu como arcebispo da Cidade do México de 1956 a 1977, e foi elevado ao cardinalato em 1969.

## Biografia
Miguel Miranda y Gómez nasceu em León, Guanajuato, para Cipriano Miranda e sua esposa María de las Nieves Gómez. Depois de estudar no seminário em Leão e na Pontifícia Universidade Gregoriana, em Roma, foi ordenado ao sacerdócio em 28 de outubro de 1918. Miranda, em seguida, fez pastoral trabalho em León até 1925, e começou a ensinar em seu seminário em 1929. De 1925 a 1926, foi diretor do Secretariado Nacional Social. Sob as perseguições religiosas promulgadas pelo presidente Plutarco Elías Calles, Miranda foi preso e depois forçado a deixar o país de 1926 a 1929.
Em 1 de outubro de 1937, Miranda foi nomeado bispo de Tulancingo pelo papa Pio XI. Recebeu sua consagração episcopal no dia 8 de dezembro seguinte, do arcebispo Leopoldo Ruíz y Flores, com o arcebispo José Márquez Toriz e o bispo Maximino Ruiz y Flores servindo como co-consagradores, no Santuário de Guadalupe. Miranda foi promovido a Arcebispo-coadjutor da Cidade do México e Arcebispo-titular de Selymbria em 20 de dezembro de 1955. Com a morte de Luis Martínez y Rodríguez em 28 de junho de 1956, tornou-se seu sucessor como Arcebispo da Cidade do México e, portanto, o mais proeminente bispo da Igreja no México, em que o título de primaz não existe.
Miranda, que era um acérrimo defensor da justiça social, participou do Concílio Vaticano II (1962-1965), e serviu como presidente da Conferência Episcopal Latinoamericana de 1958 a 1963. O Papa Paulo VI criou o mexicano primaz cardeal-presbítero de Nossa Senhora de Guadalupe no Monte Mario no Consistório de 28 de abril de 1969. No entanto, Miranda nunca teve a oportunidade de participar de um conclave papal, quando atingiu a idade de 80 anos (a idade máxima para cardeais eleitores) em 19 de dezembro de 1975. Antes de renunciar como Arcebispo da Cidade do México em 19 de julho de 1977, foi o legado papal para a dedicação da Basílica de Nossa Senhora de Guadalupe em 12 de outubro de 1976.
O Cardeal morreu em sua terra natal, León, aos 90 anos. Ele está enterrado na Catedral Metropolitana da Cidade do México.

## Curiosidades
- Miranda cumprimentou Charles de Gaulle da França na Basílica de Guadalupe para uma missa durante a visita do presidente francês ao México em 1942. [2]
- Ele recebeu um doutorado honorário em leis da Universidade de Notre Dame.
- Miranda também apoiou o Opus Dei. [3]